# La Californie
La Californie je francouzský hraný film z roku 2006, který režíroval Jacques Fieschi jako volnou inspiraci románem Georgese Simenona Chemin sans issue. Film měl světovou premiéru dne 26. května 2006 na filmovém festivalu v Cannes, kde byl uveden v sekci Un certain regard.

## Děj
Mirko a Stefan pocházejí z bývalé Jugoslávie. Jsou teď na Francouzské riviéře, kde se jen tak poflakují.
Při odchodu z nočního klubu poznají Maguy, která chodí ven a hodně pije, nudí se a utrácí peníze. Maguy si vezme Mirka a Stefana do služeb ve své luxusní vile, kde se stará o Katiu, Francise a Doudoua.

## Obsazení
| Nathalie Baye       | Maguy             |
| Roschdy Zem         | Mirko             |
| Ludivine Sagnier    | Hélène            |
| Mylène Demongeotová | Katia             |
| Rasha Bukvic        | Stephan           |
| Xavier de Guillebon | Francis, kadeřník |
| Caroline Ducey      | Mirkova milenka   |

## Ocenění
- César: nominace na nejlepší herečku ve vedlejší roli (Mylène Demongeotová)